# Anne Mäkinen
Anne Maarit Mäkinen (* 1. Februar 1976 in Helsinki) ist eine ehemalige finnische Fußballspielerin. Die Mittelfeldspielerin stand zuletzt beim schwedischen Verein AIK Solna unter Vertrag und gehörte der finnischen Nationalmannschaft an. Seit 2019 arbeitet sie dort als Sportliche Leiterin.

## Sportlicher Werdegang

### Vereinsspielerin
Mäkinen begann ihre Karriere bei JNK Laajasalo. Über KontU Helsinki wechselte sie zu HJK Helsinki. 1993 gewann sie mit HJK den finnischen Pokal und wurde zur Fußballerin des Jahres gewählt. Ein Jahr später wechselte Mäkinen zu Malmin Palloseura und gewann die finnische Meisterschaft. Mitte der 1990er Jahre studierte sie an der University of Notre Dame und spielte für das Fußballteam. Viermal in Folge wurde Mäkinen dabei in das All-Star-Team gewählt und im Jahre 2000 wurde sie zur besten Spielerin gekürt. Zwischen 2001 und 2003 spielte sie in der US-Profiliga WUSA für Washington Freedom und Philadelphia Charge, danach für die New Jersey Wildcats in der W-League. 2004 wurde sie erneut zur finnischen Fußballerin des Jahres gewählt. Im Jahre 2005 wechselte Mäkinen nach Schweden zu Umeå IK und gewann 2005 und 2006 die schwedische Meisterschaft. Nach einem Gastspiel bei Bälinge IF in der Saison 2007 wechselte sie 2008 zu AIK Solna.

### Nationalspielerin
Am 8. Juni 1991 debütierte Mäkinen in der finnischen Nationalmannschaft in einem Spiel gegen die Sowjetunion. Sie nahm mit der Nationalmannschaft an der Europameisterschaft 2005 in England teil, bei der Finnland das Halbfinale erreichte. Am 9. März 2006 bestritt sie beim Algarve Cup als erste Finnin ihr 100. Länderspiel. Ihr letztes Länderspiel bestritt sie bei der EM 2009 in ihrer Heimat: am 3. September 2009 verloren sie im Viertelfinale gegen den späteren Finalisten England mit 2:3.
In 118 Länderspielen erzielte sie 16 Tore. Bis zum 9. März 2009 war sie mit 113 Länderspielen finnische Rekordnationalspielerin, wurde dann aber von Sanna Valkonen übertroffen, die es dann auf 120 Länderspiele gebracht hat und später von Laura Österberg Kalmari abgelöst wurde.
Im Jahr 2012 wurde sie in die Finnische Fußball Hall of Fame aufgenommen.

### Trainerin
Von 2017 bis 2019 war sie als Fitnesstrainerin für die finnische Nationalmannschaft tätig. Seit November 2019 steht sie als Sportdirektorin für die Frauenabteilung beim AIK Solna unter Vertrag und stieg im Dezember 2020 dort zur Managerin auf.

## Persönliches
Nach einer kurzen Sejour als Co-Trainerin der finnischen Nationalmannschaft widmete sich Anne Mäkinen im Jahr 2010 vor allem dem Abschluss ihrer Ausbildung zur Naprapathin.